# Корнєв Костянтин Арсенович
Костянти́н Арсе́нович Ко́рнєв (* 15 (28) травня 1908, Сосниця, тепер Чернігівська область — † 8 жовтня 1974, Сосниця) — український хімік радянських часів.

## Життєпис
1923 року закінчує початкову школу, навчався в Кролевецькій професійній школі — слюсар. 1930 року закінчив Київський фармацевтичний інститут, провізор. 1933 року закінчує аспірантуру, хімік-органік. По завданню Головного хімічно-військового управління вивчав індикацію та дегазацію отруйних речовин і протипухлинних препаратів.
В 1939—1957 роках працював у Інституті органічної хімії АН УРСР. 1939 розробляє ряд аналітичних методів та реакцій, тоді ж йому присуджено ступінь кандидата хімічних наук — без захисту дисертації.
В часі Другої світової війни — начальник лабораторії в Центральному науково-дослідному військово-хімічному полігоні РА.
З 1945 одночасно працює в Інституті органічної хімії і в Українському санітарно-хімічному науково-дослідному інституті. В останньому — до 1962 року — завідував заснованою ним лабораторією, де проводилися досліди по створенню протипухлинних препаратів.
З 1958 по 1965 року є директором Інституту хімії високомолекулярних сполук АН УРСР, одночасно керує сектором полімерів та лабораторією термостійких полімерів Інституту хімії полімерних матеріалів АН УРСР.
Він був головою Координаційної ради з проблеми «Полімери», координував роботу усіх науково-Дослідних установ і заводських лабораторій В галузі полімерної хімії в Україні. К. А. Корнєв підготував 1 Доктора і 20 кандидатів наук, він автор понад 200 наукових праць і 30 авторських свідоцтв СРСР на винаходи.
Помер 8 жовтня 1974 року і похований в Сосниці. На скромному надгробку — напис: «Замечательному человеку, учёному, другу от матери, сестры, друзей, учеников».

## Науковий доробок
Його наукові праці присвячені органічному синтезу нових ефективних протиракових препаратів, також термостійких пластичних мас.
При формуванні наукового спрямування інституту Костянтин Арсенійович надавав велике значення розвитку синтезу нових мономерів, розробці нових методів, синтезу термостійких плівко- і волокноутворюючих полімерів, дослідженню властивостей. К. А. Корнєв очолив лабораторію синтезу полімерів і розпочав роботи в області хімії триазину і його похідних. Було розроблено способи отримання полімерних матеріалів із застосуванням похідних симетричного триазину як комономерів. Перший поліуретан в інституті синтезовано під керівництвом Корнєва К. А. Було досліджено синтез полімерів різних структур, які містять уретанові групи. Досліджено синтез полімерів різних структур, які містять уретанові групи.
Розроблено безізоціанатний спосіб одержання поліуретанів на основі хлорвмісних діамінів. Проводився синтез нових діолів, діізоціанатів, гліколів і діамінів. На основі жирноароматичних діолів розроблено життєздатні композиції, здатні до отримання матеріалів литтям.
Синтезовано хлоровмісні етерогліколі і отримано вогнезахисні полімери, що мають гарну адгезію до сталі. Розроблено спосіб синтезу N, N-Діалкіламідів і поліетероамідоуретанів, які використано як покриття для шкіри. Розроблено спосіб синтезу термостійких гідроксилвмісних поліоксазолідонів

## Основні публікації
1. Корнєв К. А., Проценко Л. Д. Арилдиэтилентриамиды фосфорной кислоты // Укр. хим. журн. 1956. — 22, № 6. — С. 782—783. (рос.)

2. К. К. Хоменкова, К. А. Корнєв. В-Алкоксиэтил-ди-(В-хлорэтил)-амины // Укр. хим. журн. " 1956. т 22, № 6. — С. 784—786. (рос.)

3. Проценко Л. Д., Корнєв К. А., Богодист Ю. И. Синтез некоторых фторсодержащих ацил- и арилдиэтилентриамидов фосфорной кислоты // Укр. 
хим. журн. — 1961. — 27, № 3. — С. 357—359. (рос.)

4. Човник Л. И., Пазенко З. Н., Корнєв К. А. Хоменкова К. К. Синтез 5-алкил-1,3-диаллилизоциануратов // Журн. органической химии. — 1965 . — т.1.- С. 1742—1743. (рос.)

## Вшанування пам'яті
- Іменем Корнєва названа одна із вулиць Сосниці.